# Zlatiborský okruh
Zlatiborský okruh (srbsky Zlatiborski okrug, cyrilicí Златиборски округ) je administrativní jednotka v Srbsku. S rozlohou 6 140 km² je největším srbským okruhem. Je jedním z osmi okruhů statistického regionu Šumadija a Západní Srbsko. Na západě sousedí s Bosnou a Hercegovinou (konkrétně Republikou srbskou), na jihozápadě s Černou Horou (konkrétně opštinami Bijelo Polje a Pljevlja), na severu s Mačvanským a Kolubarským okruhem, na východě s Moravickým okruhem a na jihovýchodě s Rašským okruhem. Byl pojmenován podle pohoří Zlatibor, které se ve středu okruhu rozkládá.

## Geografie
V roce 2011 zde žilo 286 549 obyvatel. Rozloha okruhu je 6 140 km². Správním střediskem a největším městem Zlatiborského okruhu je Užice, která je zároveň čtrnáctým největším srbským městem.
Zlatiborský okruh je hornatý a po téměř celém jeho jižním území se rozprostírá pohoří Zlatibor. Nejvyšším vrcholem je Katunić (1 733 m). Nejvýznamnějšími řekami jsou Lim, Rzav a Západní Morava. Nacházejí se zde jezera Zaovine, Perućac, Zlatarské jezero a Sjenické jezero.

## Administrativní dělení
Ve Zlatiborském okruhu se nachází celkem 11 měst: Arilje, Bajina Bašta, Čajetina, Kosjerić, Nova Varoš, Požega, Priboj, Prijepolje, Sjenica, Užice a Zlatibor. Kromě Zlatiboru, který je součástí opštiny města Čajetina, jsou všechna města středisky deseti stejnojmenných opštin.

## Národnostní složení
| Etnická skupina | Populace | Procenta |
| --------------- | -------- | -------- |
| Srbové          | 235 650  | 82,2 %   |
| Bosňáci         | 43 220   | 15,1 %   |
| Romové          | 785      | 0,27 %   |
| Černohorci      | 561      | 0,2 %    |
| Jugoslávci      | 258      | 0,09 %   |
| Chorvati        | 175      | 0,06 %   |
| Makedonci       | 118      | 0,04 %   |
| Ostatní         | 4,782    | 1,7 %    |